# Mónica Cruz
Mónica Cruz Sánchez (Alcobendas, 14 marzo 1977) è una ballerina, attrice e modella spagnola.

## Biografia
Figlia di Eduardo Cruz (commerciante) ed Encarnación Sánchez (parrucchiera), sorella minore di Penélope, fin da piccola ha studiato danza in alcune accademie di ballo (ad esempio, il "Real Conservatorio di danza spagnola" di Madrid). Oltre alla celebre Penélope, ha anche un fratello minore, Eduardo (cantante e musicista).

### Carriera
Ha ballato per quasi sette anni (dal 1995 al 2001) nella compagnia di Joaquín Cortés, che la portò a danzare per i migliori palchi del mondo, come ad esempio il "Royal City Music Hall" e il "City Center" di New York, il "Royal Place" di Las Vegas, passando per l'Australia, Giappone, Argentina, e tra gli altri, ballerà anche al famoso Palau Sant Jordi di Barcellona. Nel 1998 partecipa come coreografa al film La niña dei tuoi sogni.
Nel 2001 intraprende anche la carriera d'attrice, raggiungendo il successo con la serie TV Paso adelante (che la vede impegnata dal 2001, anno d'inizio delle riprese poiché il telefilm andrà per la prima volta in onda solo nel 2002, e fino al 2005), nella quale interpreta la parte di Silvia Jáuregui. Nella serie esibisce, oltre alle sue doti di attrice, quelle di brava ballerina di flamenco, classico e moderno. Con Beatriz Luengo, Pablo Puyol, Miguel Ángel Muñoz e Silvia Marty (suoi colleghi di Paso Adelante), darà vita al gruppo musicale UPA Dance, che venderà oltre 700 000 copie solo in Spagna.
Nel 2007 interpreta la giovane Tabità, seguace di Gesù nella miniserie italiana L'inchiesta. Da qui in poi, diventerà attrice a tutti gli effetti ed avrà ruoli in svariati film. Nel 2010 partecipa inoltre ad alcune riprese di Pirati dei Caraibi - Oltre i confini del mare in sostituzione della sorella Penélope, che, incinta, non riusciva più a nascondere l'evidente pancia sotto il costume. Nel 2012 diventa testimonial del marchio di moda Agent Provocateur. Nel 2017 appare nel video musicale "Cloud 9" della band Jamiroquai.

### Altre attività
Nel 2012, insieme a Penélope, è apparsa nello spot pubblicitario dei videogiochi per Nintendo New Super Mario Bros. 2 e Il professor Layton e la maschera dei miracoli e, successivamente, Animal Crossing: New Leaf. Mónica e sua sorella hanno disegnato vestiti, gioielli e accessori per diversi brand come Mango, Loewe, Charles Vögele, Samantha Travasa e Carpisa.

## Vita privata
Dal 2001 al 2004 ha avuto una relazione con l'attore Miguel Ángel Muñoz, conosciuto sul set di Paso adelante.
A fine 2012, all'età di 35 anni, visto che era single ma desiderava la maternità, è rimasta incinta facendo ricorso all'inseminazione artificiale. Ha inoltre aperto un blog sul quotidiano spagnolo El País dove ha raccontato ogni passaggio della realizzazione del suo desiderio materno, chiamato El sueño de mi vida (Il sogno della mia vita). Il 14 maggio 2013 è diventata madre di una bambina, Antonella, nata all'International Ruber Clinic di Madrid.

## Filmografia

### Cinema
- La niña dei tuoi sogni (La niña de tus ojos), regia di Fernando Trueba (1998) – coreografa
- Liolà, regia di Gabriele Lavia (2007)
- Caminando, regia di Daryl Lynn Matthews (2007)
- Asterix alle Olimpiadi (Astérix aux jeux olympiques), regia di Frédéric Forestier, Thomas Langmann (2008)
- Sussurros, regia di Carlos Castel (2008) – cortometraggio
- All inclusive, regia di Rodrigo Ortuzar Lynch (2008)
- Last hour, regia di Pascal Caubet (2008)
- Jerry Cotton, regia di Cyrill Boss, Philipp Stennert (2010)
- 9 meses, regia di Miguel Perelló (2010)
- Iron cross, regia di Joshua Newton (2011)
- Pirati dei Caraibi - Oltre i confini del mare (Pirates of the Caribbean: On Stranger Tides), regia di Rob Marshall (2011) – controfigura

### Televisione
- Paso adelante (Un paso adelante) – serie TV, 84 episodi (2002-2005)
- L'inchiesta – miniserie TV, 2 episodi (2006)
- Águila roja – serie TV, 22 episodi (2011-2013)
- Velvet Collection (Velvet Colección) – serie TV, 13 episodi (2017-2019)
- El Pueblo – serie TV, episodio 2x07 (2020)
- Madri - Una vita d'amore (Madres. Amor y vida) – serie TV, 9 episodi (2020)
- La que se avecina – serie TV, 8 episodi (2021)
- Historias de UPA Next – serie TV, 3 episodi (2022)
- UPA Next – serie TV, 8 episodi (2022-2023)

### Teatro
- Pasión Gitana (1995)
- Soul (1999)

### Videoclip
- Un mundo separado por el mismo dios – Nacho Cano (1994)
- Lloraré las penas – David Bisbal (2002)
- Cosas que contar – Eduardo Cruz (2007)
- Cloud 9 – Jamiroquai (2017)

### Doppiatrice
- G-Force - Superspie in missione (G-Force), regia di Hoyt Yeatman (2009) – versione spagnola

## Discografia

### Con gli Upa Dance
- Upa Dance (2002)
- Upa Dance Edición Especial (2003)
- Upa Dance Live (2003)

## Doppiatrici italiane
Nelle versioni in italiano delle opere in cui ha recitato, Mónica Cruz è stata doppiata da:
- Ilaria Latini in Paso adelante, Madri - Una vita d'amore
- Ughetta d'Onorascenzo in Velvet Collection
- Valentina Mari in L'inchiesta